# L.A. Zombie
L.A. Zombie è un film del 2010 diretto da Bruce LaBruce. 
La pellicola, appartenente al filone New Queer Cinema, ha come protagonista l'attore pornografico francese François Sagat.

## Trama
Un senzatetto schizofrenico e mentalmente disturbato (François Sagat), pensa di essere uno zombie alieno mandato sulla terra. Vaga per le strade di Los Angeles in cerca di cadaveri, con l'intento di avere prestazioni omosessuali e infine cibarsene, convinto che ciò possa farli risorgere. Attraverso questo atto, però, egli è davvero in grado di riportare i morti alla vita.

## Produzione
La produzione del film è iniziata nel 2009, con riprese esterne avvenute a Los Angeles. Una delle scene è stata girata al L. A. River, luogo esatto della famosa scena di gara d'auto nel musical Grease. Il film prende spunto dal precedente film di LaBruce Otto; or Up with Dead People, sempre incentrato sulla figura dello zombie con scene esplicite di sesso gay.

## Distribuzione
Il 30 gennaio 2010 il film ha avuto un'anteprima al Peres Project Exhibit di Berlino, come parte dello spettacolo L.A. Zombie: The Movie That Would Not Die. Sono stati mostrati una serie di ritratti serigrafate realizzati da Bruce LaBruce, tratte dal film con protagonista Sagat nei panni di uno zombie.
Dopo essere stato bandito da vari festival australiani con l'accusa di oscenità ed inneggiamento alla necrofilia, il film viene presentato in concorso al 63º Festival del cinema di Locarno.
Il film viene distribuito in Italia da Atlantide Entertainment, nella sezione a tematica LGBT "Queer Frame", in un cofanetto comprendente anche Otto; or Up with Dead People ed un libro sulla vita e le opere di LaBruce.